# الجوس (العلهة)

تعديل مصدري - تعديل

الجوس محلة تابعة لقرية العلهة، التابعة لعزلة دلال بمديرية بعدان إحدى مديريات محافظة إب في الجمهورية اليمنية، بلغ تعداد سكانها 48 حسب تعداد اليمن لعام 2004.